# Recopa d'Europa de futbol 1965-66
La Recopa d'Europa de futbol 1965-66 fou la sisena edició de la Recopa d'Europa de futbol. La competició fou guanyada pel Borussia Dortmund a la final davant del Liverpool FC.

## Primera ronda
| Equip 1                 | Global | Equip 2             | Anada | Tornada |
| ----------------------- | ------ | ------------------- | ----- | ------- |
| West Ham United FC      | Bye    | -                   | -     | -       |
| AC Omonia               | 1-2    | Olympiakos FC       | 0-1   | 1-1     |
| 1. FC Magdeburg         | 3-0    | Spora Luxemburg     | 1-0   | 2-0     |
| FC Sion                 | 6-3    | Galatasaray SK      | 5-1   | 1-2     |
| 1. Wiener Neustädter SC | 0-3    | Ştiinţa Cluj        | 0-1   | 0-2     |
| Atlético de Madrid      | 5-0    | NK Dinamo de Zagreb | 4-0   | 1-0     |
| Floriana                | 1-13   | Borussia Dortmund   | 1-5   | 0-8     |
| Limerick FC             | 1-4    | CSKA Sofia          | 1-2   | 0-2     |
| AGF                     | 4-2    | Vitória FC          | 2-1   | 2-1     |
| Go Ahead Eagles         | 0-7    | Celtic FC           | 0-6   | 0-1     |
| KR                      | 2-6    | Rosenborg BK        | 1-3   | 1-3     |
| Coleraine FC            | 1-10   | FC Dinamo de Kíev   | 1-6   | 0-4     |
| Dukla Praga             | 2-0    | Stade Rennais UC    | 2-0   | 0-0     |
| Reipas Lahti            | 2-16   | Budapest Honvéd FC  | 2-10  | 0-6     |
| Juventus FC             | 1-2    | Liverpool FC        | 1-0   | 0-2     |
| Cardiff City            | 1-3    | Standard Liège      | 1-2   | 0-1     |

## Segona ronda
| Equip 1            | Global | Equip 2            | Anada | Tornada |
| ------------------ | ------ | ------------------ | ----- | ------- |
| West Ham United FC | 6-2    | Olympiakos FC      | 4-0   | 2-2     |
| 1. FC Magdeburg    | 10-3   | FC Sion            | 8-1   | 2-2     |
| Ştiinţa Cluj       | 0-6    | Atlético de Madrid | 0-2   | 0-4     |
| Borussia Dortmund  | 5-4    | CSKA Sofia         | 3-0   | 2-4     |
| AGF                | 0-3    | Celtic FC          | 0-1   | 0-2     |
| Rosenborg BK       | 1-6    | FC Dinamo de Kíev  | 1-4   | 0-2     |
| Dukla Praga        | 4-4(c) | Budapest Honvéd FC | 2-3   | 2-1     |
| Liverpool FC       | 5-2    | Standard Liège     | 3-1   | 2-1     |

## Quarts de final
| Equip 1            | Global | Equip 2           | Anada | Tornada |
| ------------------ | ------ | ----------------- | ----- | ------- |
| West Ham United FC | 2-1    | 1. FC Magdeburg   | 1-0   | 1-1     |
| Atlético de Madrid | 1-2    | Borussia Dortmund | 1-1   | 0-1     |
| Celtic FC          | 4-1    | FC Dinamo de Kíev | 3-0   | 1-1     |
| Budapest Honvéd FC | 0-2    | Liverpool FC      | 0-0   | 0-2     |

## Semifinals
| Equip 1            | Global | Equip 2           | Anada | Tornada |
| ------------------ | ------ | ----------------- | ----- | ------- |
| West Ham United FC | 2-5    | Borussia Dortmund | 1-2   | 1-3     |
| Celtic FC          | 1-2    | Liverpool FC      | 1-0   | 0-2     |

## Final
| Borussia Dortmund    | 2 – 1 (pròrroga) | Liverpool |
| -------------------- | ---------------- | --------- |
| Held 61' Libuda 107' |                  | Hunt 68'  |

| Guanyador de la Recopa d'Europa 1965-66 |
| --------------------------------------- |
| Borussia Dortmund Primer títol          |